# 東武熊谷線
熊谷線（くまがやせん）は、埼玉県熊谷市の熊谷駅から大里郡妻沼町（現・熊谷市）の妻沼駅までを結んでいた東武鉄道の鉄道路線。地元では妻沼線（めぬません）とも呼ばれていた。

## 路線データ
- 管轄：東武鉄道
- 区間（実キロ）：熊谷駅 - 妻沼駅間 10.1 km（営業キロは14.3 km）
- 軌間：1,067 mm
- 駅数：4駅（起終点駅含む）
- 複線区間：なし（全線単線・熊谷駅 - 上熊谷駅間は、秩父鉄道線を借用）
- 電化区間：なし（全線非電化）
- 閉塞方式：スタフ閉塞

## 歴史

### 建設の経緯
もともと軍の命令で建設された路線で、第二次世界大戦末期に、群馬県太田市の中島飛行機（現・SUBARU）への要員・資材輸送を目的として、熊谷駅 - 東武小泉線の西小泉駅間の建設が計画され、第一期工事区間として1943年（昭和18年）12月5日に熊谷駅 - 妻沼駅間が開業した。なお、免許は東小泉駅（起点） - 熊谷駅間となっている。
建設には、上熊谷駅付近の高崎線と秩父鉄道秩父本線の分岐部の三角地帯に転車台などの作業基地をおいた。秩父鉄道の大麻生付近の貨物線で荒川から土砂を採取し、秩父鉄道のダイヤを縫いながら7分で石原付近の盛土部へ輸送した。そのため、熊谷線の盛土部は荒川の河川部と同じ礫を含んだ砂地であり、周囲の地質とは異なっていた。高崎線の立体交差は、幹線として日夜運行量の多い高崎線の邪魔にならないように、土を盛るのは微妙な調整のいる難工事であった。また、三交代制の突貫工事であったにも関わらず、死者は一人も出なかった。
熊谷市石原付近（上熊谷駅 - 石原駅中間地点のやや石原駅寄り、かつての熊谷線と秩父鉄道の分岐点）で秩父鉄道をオーバークロスして秩父鉄道の南側に平行して建設、熊谷駅南側に熊谷線のホームを設置する予定であったが、そのための盛土を構築する時間はないため秩父鉄道の複線化用地と熊谷駅ホームを借用し、熊谷駅 - 上熊谷駅 - 熊谷市石原付近を仮線として開通した。この際に、利根川への架橋（第二期工事）が完成したとき、または秩父鉄道が複線化するときにこれを返還するとした協定が結ばれた。
戦時中の資材不足のため、熊谷線を建設する目的で東武日光線合戦場駅以北を単線化し、その際に発生したレール等を使用した。第二期工期部である利根川の橋梁部は総径間距離877.720 m、中央部を東北本線岩沼駅構内に貯蓄してあった阿武隈川橋梁の架け替えにより発生した径間64.05 mのトラス橋4連と、大阪の城東線淀川橋梁から発生した径間48.42 mのトラス橋2連を国鉄より払い下げを受け、河川敷部は橋脚中心間23.070 mの17連は日光線小倉川橋梁、橋脚中心間19.920 mの6連は日光線黒川橋梁、橋脚・橋台間12.930 mは日光線（橋梁名不明）のもので、いずれも日光線単線化によって捻出した上路式ガーター橋（桁橋の一種）で架橋する予定であった。これにより、利根川橋梁予定地には29脚もの橋脚（ピア）のみが林立することになった。
軍事路線であったため、ほぼ一直線に邑楽郡大泉町を目指すルートとなっている。住民の生活路線として建設されたものではなかったので、沿線の集落、交通を考慮したルートではなかった。中奈良付近の埼玉県道341号太田熊谷線（かつての国道407号）との交差部は盛土による立体交差の予定であったが、急を要するため平面交差とされた。これも利根川への架橋が完成したときには立体交差とするとして、当局より平面交差（踏切設置）の許可を得た。

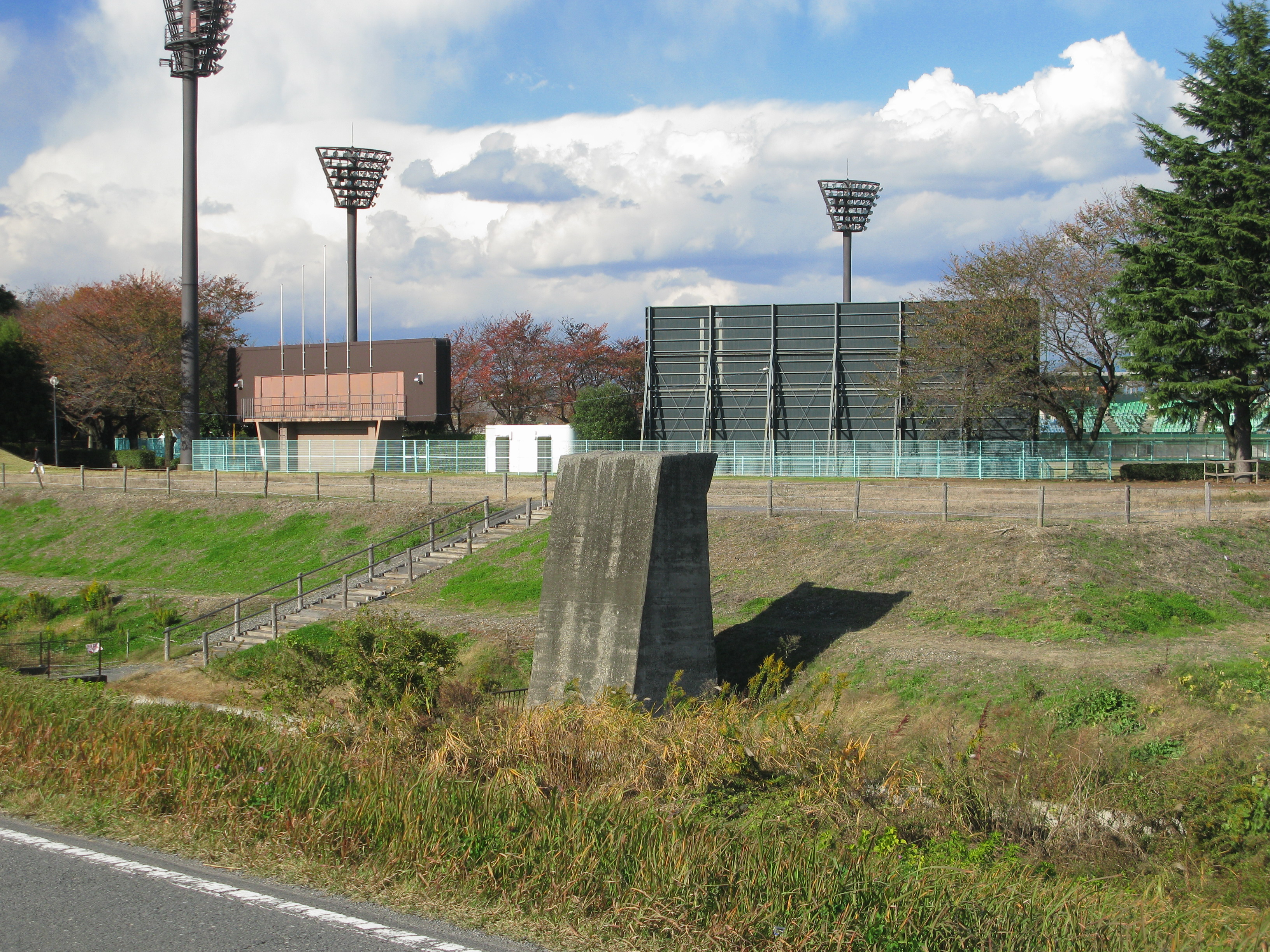
未成線上に今も残る橋脚。

しかし、第二期工事区間である新小泉駅 - 妻沼駅間開通前に終戦を迎え、戦後、治水上の都合からすぐに工事を中断出来ず、利根川を渡る橋梁の橋脚部分が完成するまで行い終了した。そのため、利根川を挟んで南北に分断された形で営業を行うことになった。その南側が熊谷線である。なお、橋脚は1979年（昭和54年）に撤去されたが、堤内の1脚のみが群馬県側に残っている。
東小泉駅 - 熊谷市石原付近まで複線化用地があったが、急を要するため一部の路盤は単線分しかなく、残った用地での耕作は事実上黙認され、熊谷市、妻沼町の台帳に登録されていない幻の耕地ということになり、戦後の食糧難時にそこで収穫された物はヤミ食料として出回ったといわれ、熊谷線はヤミ食料の買い出しで大変混雑した。今でも水田の中にある杭までが東武鉄道の所有地である。
戦後、さらに熊谷駅から南下し、東武東上線東松山駅までの延長も検討されていた。
なお、沿線自治体からは「橋梁を完成させ全線開通」の要望はあった。東武鉄道は、詳細な調査を行う前の1969年に東武鉄道妻沼・大泉線建設の意向を表明したが、その後単独施行は困難とし新会社設立案を研究、1972年に関連地方団体の出資による新会社案（第三セクター鉄道）を提案、1973年に熊谷線貫通の建設費は苦にならないがその後の運営が問題とし、新会社案による全通がのまれないのであれば1974年（昭和49年）に失効する未成線部分の更新申請を行わないと沿線自治体に通達。しかし地元関係者からの同意を得られず、結果東武鉄道は1974年8月20日に妻沼 - 新小泉間の免許取り下げを申請、同年9月7日の運輸大臣許可により免許を失効することとなった。

### 廃線へ
開通以来赤字続きだったこともあり、東武鉄道は1978年（昭和53年）から廃止方針を説明。熊谷市、妻沼町および沿線住民からは存続要望もあったが、東武鉄道は自社の立場を誠意を持って説明し、監督官庁の許可を経て1983年（昭和58年）5月31日の運行限りで廃線となった。
廃線のおもな理由は
- 営業係数が500を超えており、年間2億円余りの赤字であること。また、さらに投資を行っても改善する見込みが得られないこと。
- 熊谷線が東武鉄道に残った最後の非電化の旅客線であり、熊谷線のためだけに気動車の運用・保守・点検を行うのは高コストであること。
- 上越新幹線開業に合わせた熊谷駅の橋上駅化の際に、かねてからの熊谷市の要望であった、熊谷駅南口開設のための自由通路が秩父鉄道の敷地を通るため承諾が必要になった。秩父鉄道側は熊谷線にホームの一角を貸しているために、秩父・寄居方面と羽生方面との列車交換ができず、複線化もできなかった。よって承諾する際には、熊谷線が借用している施設を複線化のために返還するように求めた。
そのため、南口開設の際には、熊谷線は熊谷市石原付近で秩父鉄道をオーバークロスするとしたかつての協定を守るため莫大な資金が必要になったが、赤字路線である熊谷線に東武鉄道が資金を投入することはできないため、最後まで熊谷線廃止に反対していた熊谷市は南口開設か熊谷線継続か二者択一を迫られ、ジレンマに陥った。結果として、熊谷市は南口の開設、熊谷線の廃止を選んだ（廃止後の同年11月12日に開設）。

また遠因としては、当時、妻沼ニュータウンの開発で東武が用地買収に失敗したため、未取得地が点在して大規模な開発がいまだできない状態であり、妻沼町の人口の伸びが予想よりも鈍く、輸送人員が伸びなかったことなどがある。
熊谷線が廃止されたため、東武鉄道から東武本線系および東武東上線系のいずれにも属していない独立した路線が消滅した。

### 年表
- 1942年（昭和17年）6月8日 - 鉄道免許状下付（群馬県邑楽郡大川村-埼玉県熊谷市 動力電気及蒸気）[9]
- 1943年（昭和18年）12月5日 - 熊谷 - 妻沼間開業[10][11][12]
- 1983年（昭和58年）6月1日 - 熊谷 - 妻沼間廃止[11][13]

## 運転・車両
開通当初は、館林機関区所属の蒸気機関車B2型27・28号機が交代で木造客車や客車代用としてエンジンや電装品を撤去した気動車や電車（この中には東武鉄道最初の電車であるクハ210形も含まれていたという）を牽引して運転されていた。熊谷駅 - 妻沼駅間は工員輸送しか行われず、資材輸送は行われなかった。日夜を違わずピストン輸送が行われ、妻沼駅から工場までの連絡は東武バスによって刀水橋を経由して行った。妻沼駅に着いた列車からバスへの乗り換えがうまくいかないと憲兵が飛んできたそうである。また熊谷線は米軍機による被害はいっさい出さなかったが、乗務員は乗客を守るために米軍機を見つけると木立の陰に列車を停車させ隠すなどしていた。
終戦後は工員輸送も終わり、利用者の比較的少ない熊谷線は本線よりも低質な石炭をまわされたため、高崎線とのオーバークロスで蒸気機関車の蒸気圧が上がらないために勾配を登るのが大変で低速運転となり「埼玉県立熊谷商業高等学校の生徒たちはあまりに遅いので列車を飛び降り、土手を下って学校に行ってしまった」という話も聞かれた。後にはやや改善したものの、その鈍足ぶり（熊谷 - 妻沼間10.1 kmを24分）から、沿線乗客には揶揄混じりの「のろま線のカメ号」「カメ」と呼ばれていた。
1954年（昭和29年）に旅客列車の無煙化を図り、3両導入した東急車輌製の気動車キハ2000形は17分で走破し、またその姿から「特急カメ号」という呼び名で親しまれた。しかしその後「特急」の部分が取れてしまい、「カメ号」に戻った。
末期はほぼ毎時1本の運転（最終は下り21時台）であり、平日朝夕など混雑時はキハ2000形気動車2両編成、そのほかの閑散時は単行。大幡駅にあった交換設備も撤去され、全線1閉塞となっていた。終点妻沼駅には車両基地「杉戸機関区妻沼派出所」が置かれていたが、全般検査を行う際は秩父鉄道および伊勢崎線経由で杉戸工場へ回送されていた。

## 駅一覧
- 接続路線の事業者名・駅の所在地は当路線廃止時。全駅埼玉県に所在。
- 運賃計算は営業キロ[21]を用いていた。

| 駅名     | 実キロ | 実キロ | 営業キロ | 営業キロ | 接続路線                                            | 所在地       |
| 駅名     | 駅間   | 累計   | 駅間     | 累計     | 接続路線                                            | 所在地       |
| -------- | ------ | ------ | -------- | -------- | --------------------------------------------------- | ------------ |
| 熊谷駅   | -      | 0.0    | -        | 0.0      | 日本国有鉄道：上越新幹線、高崎線 秩父鉄道：秩父本線 | 熊谷市       |
| 上熊谷駅 | 0.9    | 0.9    | 0.9      | 0.9      | 秩父鉄道：秩父本線                                  | 熊谷市       |
| 大幡駅   | 3.5    | 4.4    | 5.2      | 6.1      |                                                     | 熊谷市       |
| 妻沼駅   | 5.7    | 10.1   | 8.2      | 14.3     |                                                     | 大里郡妻沼町 |

熊谷駅は国鉄（後に秩父鉄道）、上熊谷駅は秩父鉄道に委託しており、大幡駅も無人化され、末期に東武鉄道の職員が配置されたのは妻沼駅だけであった。

## 廃線後の状況

### 熊谷地区における東武鉄道本体の完全撤退
東武鉄道は熊谷線開業以前から、熊谷駅発着路線を中心に東武バスの路線バスを運行させており、熊谷線の廃止後は代行バスとして国道407号妻沼バイパス経由の急行バスが新設された。しかし、モータリゼーションが進み、瞬く間に路線廃止・本数削減して行った。
1999年には、廃線以前より運行している埼玉県道341号太田熊谷線経由で旧妻沼駅や太田駅・西小泉駅に向かう路線バスを子会社の朝日自動車に移管、翌年には急行バスに名を変えた代行バス（移管時に急行バスは、通常路線化）を同社に移管した。さらに翌2001年には、残りの路線を営業所ごと同じく子会社の国際ハイヤー（現・国際十王交通）に移管し、東武鉄道（本体）は熊谷地区から撤退している。

### 現在の熊谷地区 - 妻沼地区間の公共交通機関
旧妻沼町（2005年10月1日に熊谷市と合併）中心部 - 熊谷駅間には、前述の通り以前の鉄道代行バスであった朝日自動車の妻沼バイパス経由および、埼玉県道341号太田熊谷線経由でニュータウン入口（旧妻沼駅）方面に向かう路線バス、熊谷市コミュニティバスのゆうゆうバスグライダー号が運行されている。ただし、いずれも中間の上熊谷駅・大幡駅付近は通らない。
なお1990年代からは、西小泉駅からかつての仙石河岸線・熊谷線のルートに沿う形で、熊谷駅を経て東松山市方面への鉄道路線を敷設する「埼群新線」の構想が提唱されたが、建設費用や採算性の問題もあり、自治体での議論は消極化している。その後市民団体による運動も行われていた。その後も2016年6月熊谷市議会での「森林埼群軌道新線の基礎調査に関する請願」が満場一致で可決されるなどはしている（熊谷市議会公式サイトの議事録を検索して確認可能）が、具体化への道筋は立っていない。

### 線路跡地
廃線跡に関しては、東武鉄道所有のままであるが、熊谷市が全区間（秩父鉄道併用区間を除く）を借り受けており、以下のようになっている。
- 秩父鉄道との分岐部から大原地区（第二北大通りとの交点）までが、当路線の愛称にちなんだ公園（遊歩道）「かめの道」として整備されている[23]。なお、高崎線との交点は橋・アンダーパス等がなく分断されており、往来には迂回が必要である。
- 大原地区（第二北大通り）以北は長らく畦道となっていたが、その後市道（歩道完備の対面2車線の車道）としての整備が行われた。
- 2022年3月26日、線路跡地を活用した熊谷市道101号線の約2.5 km区間（県道359号との交点までの区間）が開通し全線開通となった[24]。そこからやや北に進んだ県道341号交点から旧妻沼駅付近までも、既に道路として活用されている[24]。

秩父鉄道併用区間の線路は、現在も東武鉄道管理（所有権は秩父鉄道）とされ、熊谷線として使用されていた線路は現在、高崎線・秩父鉄道連絡線付近までを秩父鉄道熊谷駅構内の上り線として利用されているほかは、複線として利用されていない。同区間内に設置されている上熊谷駅は駅舎側にホームがなく、構内踏切を渡って片側（旧熊谷線ホーム）がフェンスで閉鎖された島式ホームに渡るという複線を単線化した構造となっている。
同区間は基本的に踏切部分のみ埋められたのみで長らく線路が残されていたが、上熊谷駅前後において、2019年から2020年にかけてほぼ撤去され、熊谷線の線路跡の所に高崎線の新しい架線柱が建てられている（それまでは上熊谷駅付近における高崎線の架線柱は、熊谷線線路を跨いで上熊谷駅ホーム上あるいはその延長線上の秩父鉄道架線柱と共用していた）。

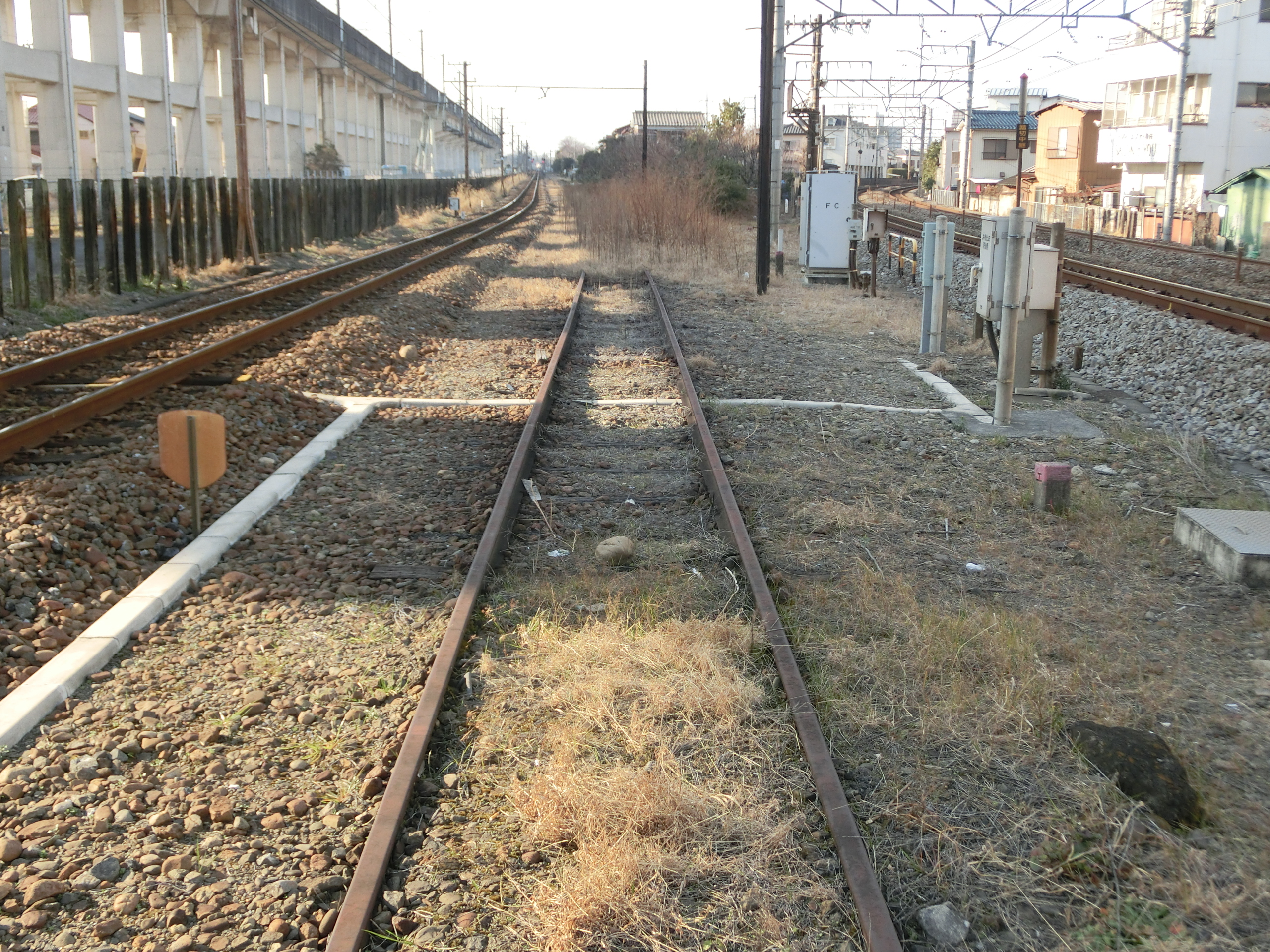
秩父鉄道併用区間に残された旧熊谷線の線路。
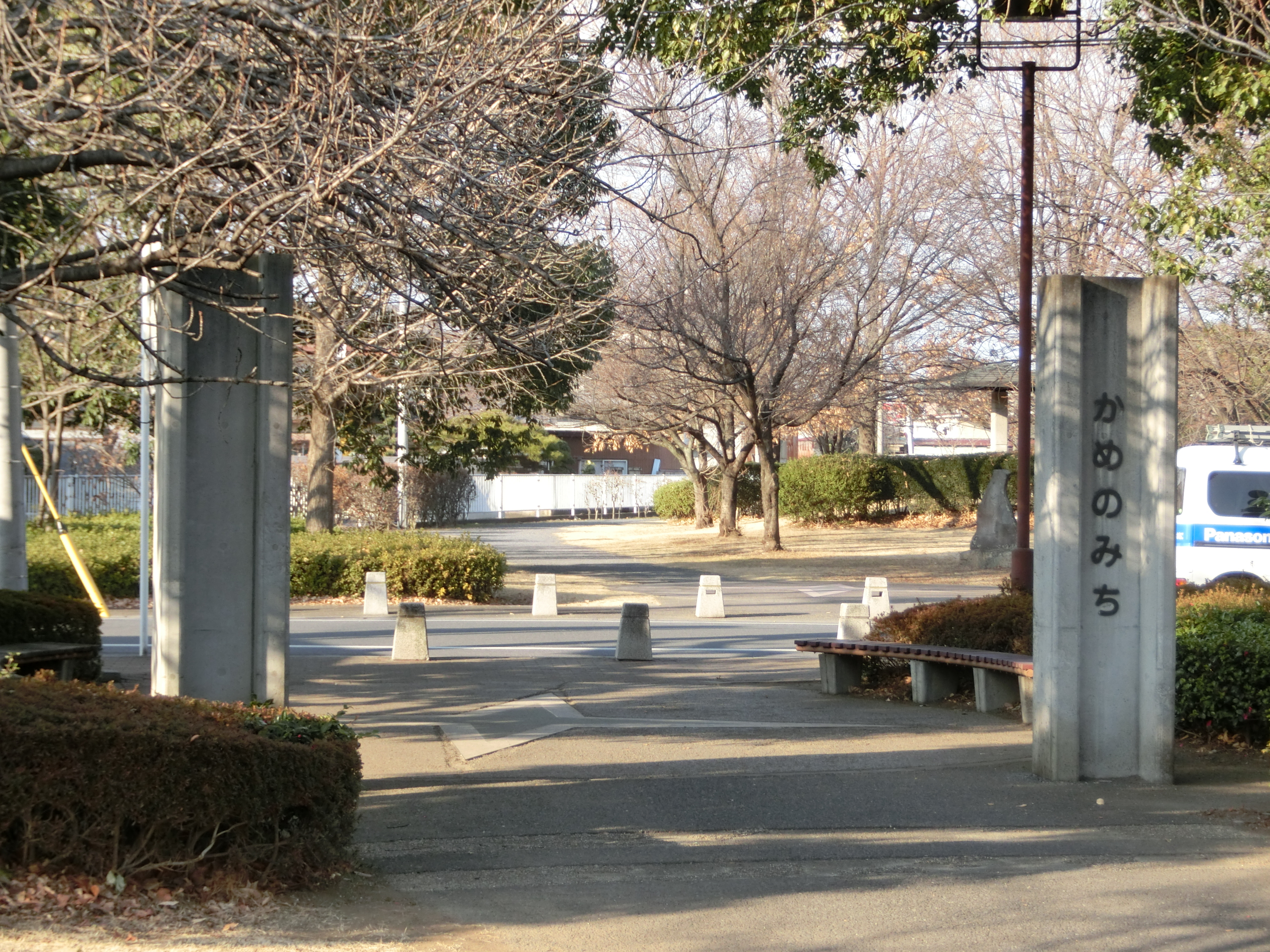
秩父鉄道との分岐部から大原地区までの「かめの道」。写真は石原公園隣接地にある標柱で、レールを模している。
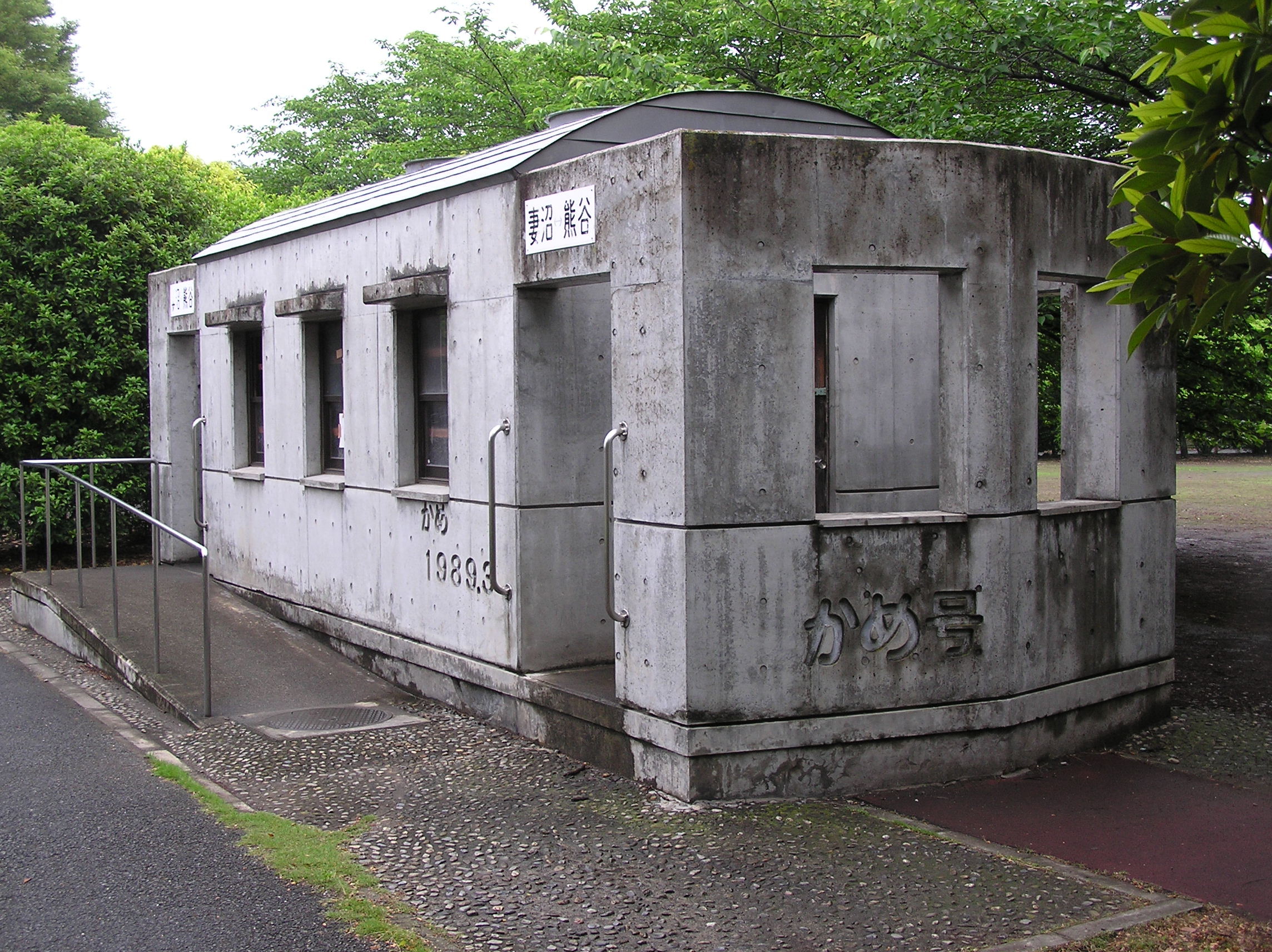
「かめの道」内のキハ2000形を模した建造物。
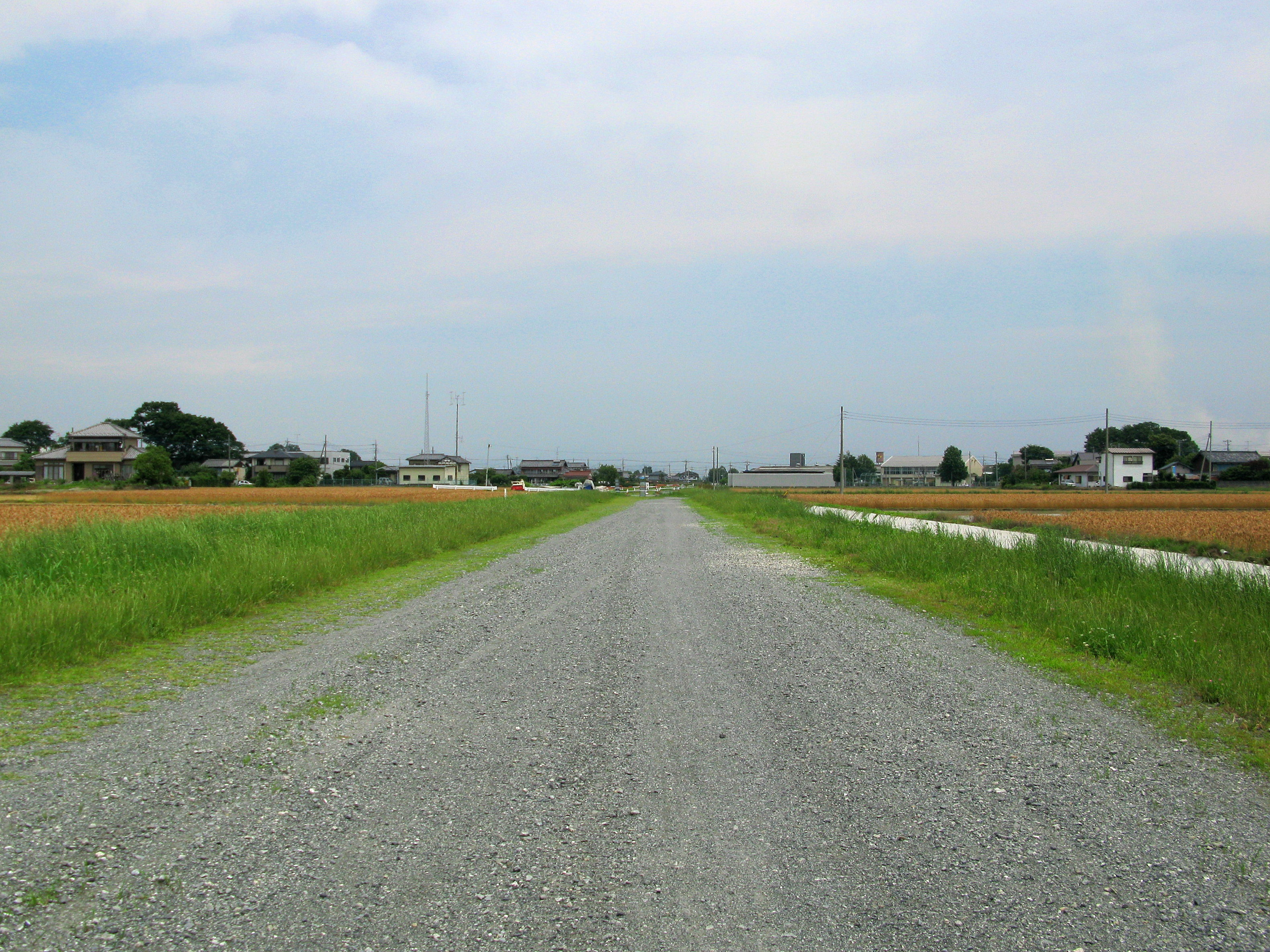
中奈良地区より妻沼方面を望む（整備前）。

### 保存車両等
本路線で使用されていたキハ2000形のうち、キハ2002が唯一現存し、旧・妻沼駅近接の熊谷市立妻沼展示館で保存されている。
不定期ではあるが廃線になった5月31日とその前後に熊谷市立妻沼展示館にて廃止当時の資料等を展示公開している。